# 西什库大街
39°55′39″N 116°22′25″E / 39.92738°N 116.37370°E
西什库大街是位于中国北京市西城区东北部的一条大街。

## 简介

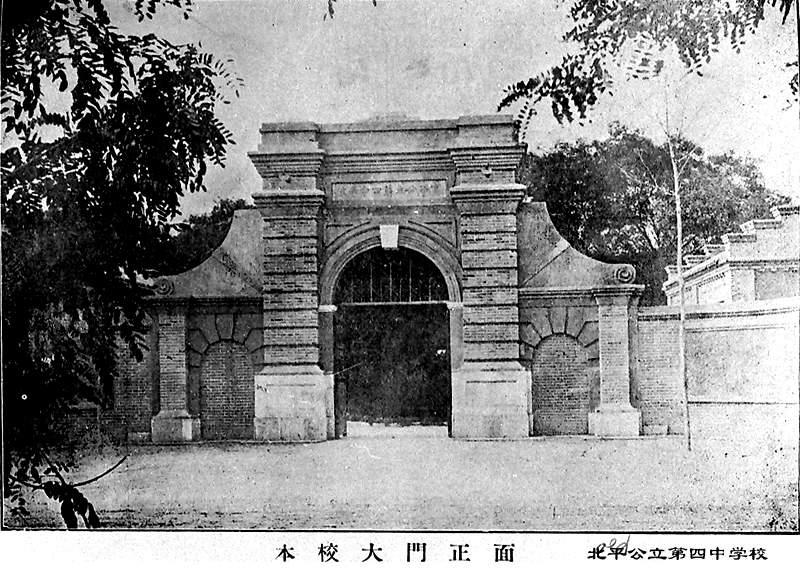
民国十年（1921年）建成的北平公立第四中学校校门正面，位于西什库大街西侧，现已迁入北京四中校园内。

西什库大街北起地安门西大街，连接德胜门内大街，南至西安门大街。原来该大街南北两端有转弯，北端向东折，南端向西折。2000年代，该大街调直拓宽，北端改为略向东北弯曲的道路，南端除保留向西折的原路外，又新辟了一条笔直南下的道路，形成了岔路。明朝时，在此设置十库，故名。“什”即“十”。刘若愚《明宫史》载，内廷有甲字库、乙字库、丙字库、丁字库、戊字库、承运库、广盈库、广惠库、广积库、赃罚库，贮备物资，“总谓之十库”。自戊字库之后，不使用天干的原因是“己者，已也，止也。是以不得不改用别名也”。赃罚库位于今永祥里以及爱民一巷，其余九库从今地安门西大街到今西什库教堂南端，依次排列，位于今西什库大街西侧。如今，九库旧址自北向南依次为金台饭店、北京市第四中学、全国人大会议中心、北京大学第一医院第二住院部、北京市第三十九中学、西什库教堂、北京大学口腔医院第一门诊部等。西什库大街东侧如今则有北京大学第一医院门诊部等单位。
西什库教堂俗称“北堂”，清朝光绪十三年（1887年）由蚕池口（今府右街北端）迁建至此地。教堂位于今大红罗厂街南至西什库大街南口以北，西黄城根北街至西什库大街之间。中华人民共和国时期，曾被北京市第三十九中学、北京市低压电器厂等单位占用，后归还天主教教会使用。
西什库大街，清朝末年至中华民国时期，南段称“西什库”，中段称“西什库东夹道”，大红罗厂街迤北称“后库”。 1965年，合并统称为“西什库大街”。文化大革命中，一度改称“集体化路”，后恢复原名。